# یارمی
یارمی (به مجاری:  Jármi) یک منطقهٔ مسکونی در مجارستان است که در ناحیه ماته‌سالکا واقع شده‌است. یارمی ۲٫۲ کیلومتر مربع مساحت و ۱٬۳۰۱ نفر جمعیت دارد.